# Beresniki
Beresniki (russisch Березники́) ist eine Stadt mit 156.466 Einwohnern (Stand 14. Oktober 2010) an der Kama in der Region Perm in Russland, 278 km nördlich der Subjekthauptstadt Perm gelegen. Sie ist gemessen an der Bevölkerungszahl die zweitgrößte Stadt der Region Perm.

## Geschichte
Beresniki wurde 1932 gegründet. Die ersten Wurzeln der Stadt liegen jedoch schon im 17. Jahrhundert. 1670 wurde in der Nähe der Salzbergwerke an diesem Abschnitt des Flusses der Ort Dedjuchino (Дедюхино) gegründet. Einige andere Siedlungen befanden sich im Gebiet um diesen Ort. Dedjuchino (das noch vor der Revolution die Stadtrechte erhielt) und die anderen Siedlungen wurden 1932 zur Stadt Beresniki vereint.

### Bevölkerungsentwicklung
| Jahr | Einwohner |
| ---- | --------- |
| 1939 | 64.609    |
| 1959 | 106.119   |
| 1970 | 145.580   |
| 1979 | 185.395   |
| 1989 | 201.213   |
| 2002 | 173.077   |
| 2010 | 156.466   |

Anmerkung: Volkszählungsdaten

## Wirtschaft und Entwicklung

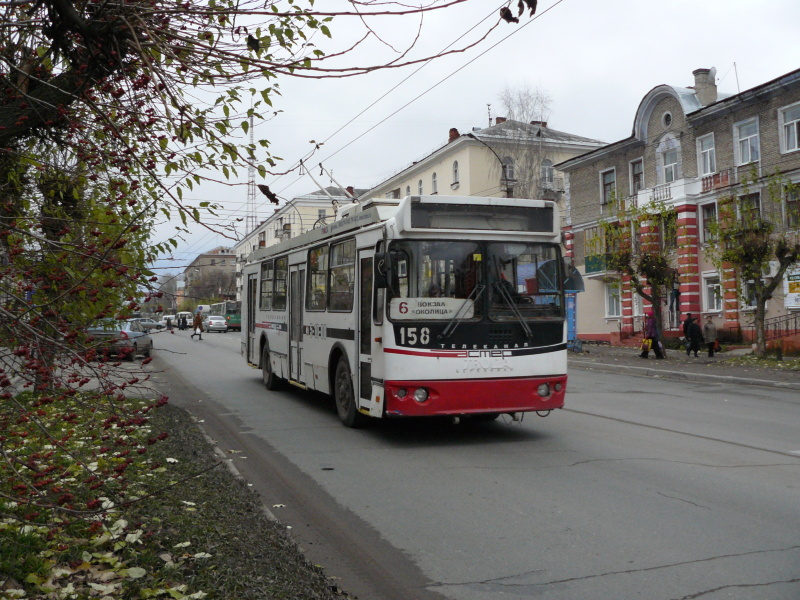
Ein Trolleybus in Beresniki

Die Kalisalzlager um Beresniki und das 20 Kilometer nördlich gelegene Solikamsk haben auch in Beresniki die Hauptbedeutung in der Industrie. Das Unternehmen Uralkali hat seinen Sitz in Beresniki.
Des Weiteren befinden sich in der Umgebung Gas- und Ölquellen. Zu den schweren ökologischen Problemen, mit denen die Stadt kämpft, kommt das Problem der Unterhöhlung des Stadtgebietes durch den Bergbau. Teile der Stadt sind von Bodensenkungen betroffen. Erschwerend kommt eine Havarie vom Oktober 2006 in der Grube BKRU-1 hinzu, welche sich unter der städtischen Bebauung erstreckt. Als Folge dieser Havarie kommt es seitdem zur Flutung der Grubenanlagen, was für weite Gebiete der Stadt die Gefahr von sogenannten Tagesbrüchen bedeutet. Bedingt durch eine Senkung im Bahnhofsbereich wurde 2010 die von Solikamsk kommende Eisenbahnstrecke eingestellt.
Seit der Auflösung der Sowjetunion ist die Einwohnerzahl um ungefähr 60.000 gesunken, da die Lage und die Bedingungen für eine erfolgreiche Entwicklung in Beresniki und Solikamsk äußerst ungünstig sind. Die von Perm kommende Eisenbahn endet in Solikamsk. Auch die asphaltierten Straßen führen nur in Richtung Süden. Die Kama ist erst ab Solikamsk schiffbar. Damit verfügen die beiden Städte zwar über ein gewaltiges Potential an Bodenschätzen, jedoch über keine gute Verkehrsanbindung. 2011 gewann das deutsche Architekturbüro KK Architekten / CKSA unter der Leitung von Christoph Kohl in Kooperation mit Buro Happold einen internationalen Wettbewerb zur Entwicklung der Region Beresniki-Solikamsk-Usolye. Ihr Masterplan soll unter Berücksichtigung der geologischen Risiken zu einer Wiederbelebung der Region führen.

## Bildung, Religion und Kultur
- Filiale der Nationalen Polytechnischen Forschungsuniversität Perm

Seit 2004 ist Beresniki mit der Kirche „Königin des Friedens“ Sitz der nordöstlichsten katholischen Pfarrei Europas.

## Söhne und Töchter der Stadt
- Stanislaw Goworuchin (1936–2018), Filmregisseur und Politiker
- Wladimir Selkow (* 1971), Schwimmer
- Sergei Semtschenok (1976–2001), Eishockeytorwart
- Swetlana Gladikowa (* 1992), Nordische Kombiniererin
- Alexander Galljamow (* 1999), Eiskunstläufer